# Тюменская агломерация
Тюме́нская агломера́ция — моноцентрическая городская агломерация, сформировавшаяся вокруг города Тюмени, административного центра Тюменской области. Третья по величине агломерация Уральского федерального округа после Екатеринбургской и Челябинской.

## Состав
В состав Тюменской агломерации входят городской округ город Тюмень и Тюменский район. Также к агломерации можно отнести расположенные рядом с границей Тюменского района и легко доступные по автодорогам Тюневское сельское поселение Нижнетавдинского района, Киевское и Беркутское сельские поселения Ялуторовского района, Дубровинское сельское поселение Ярковского района и Шороховское сельское поселение Исетского района.
| МО                           | Площадь, км² | Население, чел. |
| ---------------------------- | ------------ | --------------- |
| Городской округ город Тюмень | 490,82       | ↗872 077        |
| Тюменский район              | 3689,44      | ↗146 134        |
| Итого                        | 4180,26      | 1 018 211       |

## История
Согласно принятой местной областной думой 12 марта 2020 года «Стратегии социально-экономического развития Тюменской области до 2030 года» предполагалось включение в перспективный состав агломерации также Исетского, Нижнетавдинского, Ялуторовского, Ярковского муниципальных районов и города Ялуторовска, что по результатам переписи 2020—2021 годов давало суммарное население на уровне 1,1 млн жителей. Однако 21 марта 2024 года Тюменской областной думой данное положение «Стратегии» было признано утратившим силу.

## Население
Суммарное население Тюмени и одноимённого района впервые превысило цифру в миллион человек по оценке Росстата на 1 января 2024 года, составив 1 004 678 жителей.

## Транспорт
Главной транспортной связующей Тюменской агломерации является Транссибирская магистраль, по которой ходят пригородные электропоезда. Также большое значение имеют федеральные трассы Тюмень — Ханты-Мансийск, Тюмень — Омск, Тюмень — Екатеринбург и Тюмень — Курган (участок трассы Иртыш), по которым осуществляется регулярное автобусное движение. Связывает сеть федеральных дорог Тюменская кольцевая автомобильная дорога. Ведутся работы по приведению всех дорог в агломерации к нормативному состоянию. Главный аэропорт агломерации Рощино расположен в Тюмени.